# Niccolò Ammaniti
Niccolò Ammaniti (* 25. září 1966, Řím) je italský spisovatel.

## Dílo
Svůj první román, Branchie (Žábry), napsal společně se spisovatelem detektivek Luciou Dubinim. Kniha vypráví paradoxní a fantastický příběh o římském chlapci, který má nádor a ocitne se proti své vůli v Indii, kde je nucen prožívat nepříjemné a podivné příhody. Podle knihy byl režisérem Martinottim v roce 1999 natočen stejnojmenný film. Ten ale navzdory velkému rozpočtu nebyl úspěšný.
V roce 1995 publikoval společně se svým otcem Massimem, slavným psychologem, pojednání Nel nome del figlio (Ve jménu syna).
V roce 1996 se povídkou napsanou společně s Luisou Brancaccio podílel na souboru Gioventù Cannibale (Kanibalská mládež). Toto dílo bylo mnohými považováno za pouhý komerční tah, zatímco pro jiné představuje zlomové dílo soudobé italské literatury.
V témže roce vydal sbírku Fango (Bahno), která obsahuje mj. povídky Vivere e morire al Prenestino (Život a smrt na Prenestinu) a L'ultimo capodanno dell'umanità (Poslední Nový rok lidstva). Podle této povídku v roce 1998 natočil Marco Risi film L'ultimo capodanno, ve kterém hráli Monica Bellucciová, Francesca D'Aloja a Giorgio Tirabassi. Ammanti spolupracoval na scénáři i režii a v témže roce byla samostatně znovu vydána povídka pod stejným názvem, jako má film.
V roce 1999 vyšel román Ti prendo e ti porto via (Vezmu tě a odvedu tě pryč). Kniha vypráví příhody Pietra Moroniho a Graziana Biglii. První, Pietro, se nemůže dočkat prázdnin, zatímco druhý, Graziano, věčný adolescent a slavný svůdce žen, objeví pravou lásku v ženě, která ji nemůže opětovat. Ammanti zasadil celý děj do Ischiano Scalo, imaginární zpustlé středoitalské vesnice, kde „je moře, ale není vidět“.
Známým se Ammanti stal v roce 2001, kdy vydal román Io non ho paura (Já se nebojím), podle něhož byl o dva roky později Gabrielem Salvatoresem natočen film.
V roce 2004 napsal námět k filmu režiséra Alexe Infascelliho Il siero della vanità (Sérum marnosti). O dva roky později vyšel román Come Dio comanda (Jak Bůh rozkáže), který byl veřejností přijat pozitivně, ale rozdělil kritiky. Za tuto knížku obdržel v roce 2007 cenu Premio Strega.